# Liste des guerres du Mexique
Cette liste regroupe les guerres et conflits ayant eu lieu sur l'actuel territoire mexicain ou ayant vu la participation du Mexique sous ses différentes entités.

## Liste
| Conflit                                                   | Mexique et alliés                                                        | Ennemis                                                                            | Issue                         | Commentaires |
| --------------------------------------------------------- | ------------------------------------------------------------------------ | ---------------------------------------------------------------------------------- | ----------------------------- | --- |
| Indépendantistes mexicains (1810-1821)                    |                                                                          |                                                                                    |                               | |
| Guerre d'indépendance du Mexique (1810-1821)              | Armée des Trois Garanties                                                | Nouvelle-Espagne Empire espagnol                                                   | Victoire indépendantiste      | Traité de Córdoba : reconnaissance de l'indépendance du Mexique par le vice-roi Juan O'Donojú mais pas par l'Espagne.                                                                                 |
| Premier Empire mexicain (1821-1823)                       |                                                                          |                                                                                    |                               | |
| Tentatives de reconquête espagnole du Mexique (1821-1823) | Premier Empire mexicain                                                  | Empire espagnol                                                                    | Indécise                      | Occupation espagnole de la forteresse de San Juan de Ulúa. |
| Première République fédérale (1823-1835)                  |                                                                          |                                                                                    |                               | |
| Tentatives de reconquête espagnole du Mexique (1823-1829) | Première République fédérale                                             | Empire espagnol                                                                    | Victoire mexicaine            | Capitulation de San Juan de Ulúa (1825). Échec de la conquête de Cuba (1828). Victoire de Tampico (es) et abandon des efforts espagnols (1829).                                                       |
| Rébellion de Fredonia (1826-1827)                         | Première République fédérale                                             | République de Fredonia                                                             | Victoire mexicaine            | Échec de la sécession texane. Haden Edwards et les rebelles fuient aux États-Unis. |
| République centraliste mexicaine (1835-1846)              |                                                                          |                                                                                    |                               | |
| Révolution texane (1835-1836)                             | République centraliste mexicaine                                         | République du Texas                                                                | Victoire texane               | Traités de Velasco : fin des hostilités mais le Mexique ne reconnaît pas l'indépendance du Texas qui est annexé par les États-Unis en 1845.                                                           |
| Guerre des Pâtisseries (1838-1839)                        | République centraliste mexicaine                                         | Royaume de France                                                                  | Victoire française            | Blocus français de Veracruz. Le Mexique accepte de payer les 600 000 pesos réclamés par la France. |
| Rébellion du Río Grande (1840)                            | République centraliste mexicaine                                         | République du Río Grande                                                           | Victoire mexicaine            | Échec de la sécession. |
| Deuxième République fédérale (1846-1863)                  |                                                                          |                                                                                    |                               | |
| Guerre américano-mexicaine (1846-1848)                    | Deuxième République fédérale                                             | États-Unis                                                                         | Victoire américaine           | Traité de Guadeloupe Hidalgo : le Mexique perd plus de la moitié de son territoire (cession mexicaine).                                                                                               |
| Guerre des castes (1847-1901)                             | Deuxième République fédérale et régimes ultérieurs République du Yucatán | Mayas                                                                              | Victoire mexicaine            | La république du Yucatán rejoint le Mexique. Les rebelles mayas sont vaincus après des décennies de conflit.                                                                                          |
| Guerre de Réforme (1857-1861)                             | Libéraux                                                                 | Conservateurs (en)                                                                 | Victoire des Libéraux         | Les Libéraux de Benito Juárez remportent la guerre civile. |
| Expédition du Mexique (1861-1863)                         | Deuxième République fédérale                                             | Conservateurs (en) Second Empire                                                   | Victoire des Conservateurs    | Les Conservateurs, appuyés par un corps expéditionnaire français, font leur entrée à Mexico. Fuite de Benito Juárez dans le nord.                                                                     |
| Second Empire mexicain (1864-1867)                        |                                                                          |                                                                                    |                               | |
| Expédition du Mexique (1863-1867)                         | Second Empire mexicain Second Empire                                     | Républicains                                                                       | Victoire des Républicains     | Échec de la contre-insurrection. Départ des Français en 1867 suivie de la chute du régime. Exécution de l'empereur Maximilien Ier.                                                                    |
| États-Unis mexicains (depuis 1867)                        |                                                                          |                                                                                    |                               | |
| Guerre de Victorio (1879-1891)                            | République mexicaine États-Unis                                          | Apaches                                                                            | Victoire américano-mexicaine  | Mort du chef Victorio à la bataille de Tres Castillos. Ses partisans rejoignent Geronimo. |
| Révolution mexicaine (1910-1920)                          | Mexique                                                                  | Révolutionnaires                                                                   | Victoire des Révolutionnaires | Fin du Porfiriat et fuite de Porfirio Díaz. Assassinat de Madero suivi d'une guerre civile marquée par la chute de Huerta, la Constitution de 1917 et la défaite finale des rebelles Villa et Zapata. |
| Guerre de la frontière américano-mexicaine (1910-1919)    | Mexique                                                                  | États-Unis                                                                         | Victoire américaine           | Expédition américaine contre Pancho Villa qui mène des incursions au nord. Diminution progressive de la violence.                                                                                     |
| Guerre des Cristeros (1926-1929)                          | Mexique                                                                  | Cristeros                                                                          | Indécise                      | Accord avec l'Église catholique pour mettre fin au conflit. |
| Seconde Guerre mondiale (1942-1945)                       | Mexique États-Unis et autres… (Alliés)                                   | Empire du Japon et autres… (Axe)                                                   | Victoire des Alliés           | Intervention aux côtés des États-Unis sur le front du Pacifique contre le Japon. |
| Guerre de la drogue (depuis 2006)                         | Mexique                                                                  | Cartel du Golfe Cartel de Sinaloa Cartel de Jalisco Nouvelle Génération et autres… | En cours                      | |